# Zbyněk Zbyslav Stránský
Zbyněk Zbyslav Stránský (1926-2016), museólogo tcheco, considerado o “pai da museologia científica”. Entre os anos 1960 e 1970, foi responsável por uma das primeiras tentativas de estruturação de uma base teórica para a museologia, quando dirigia o Departamento de Museologia do Museu da Morávia, em Brno. Com apoio do diretor do museu, Jan Jelínek, fundou uma Escola de pensamento museológico em Brno, almejando aliar a prática em museus a um sistema teórico específico. Zbyněk Z. Stránský, como costumava assinar seus textos, foi o precursor na construção de uma Museologia que se pensa como ciência social, criando um sistema próprio de pensamento com base em conceitos específicos. 
O que é Museologia? Certamente, Stránský não foi o primeiro a tentar responder tal questão. Ele também não foi o primeiro pensador do nosso campo a afirmar que a Museologia é ciência. No entanto, ele foi o primeiro a tentar prova-lo. Sua teoria, que partia da pergunta sobre o “caráter” da Museologia científica, ou seja, sobre o seu objeto de estudo, o levou a negar o museu como objeto central da disciplina. Tal negação, em vez de responder à primeira questão colocada, fez com que o próprio Stránský e os tantos outros autores que ele influenciou encarassem o desafio de construir hipóteses e teorias que sustentassem esse campo do saber.    

## Biografia
Nascido em Kutná Hora, na antiga Tchecoslováquia, em 26 de outubro de 1926, Zbyněk Z. Stránský estudou história e filosofia na Universidade de Charles, em Praga, entre 1946 e 1950. Durante os anos 1950, trabalhou em diversos museus tchecos e, em 1962, foi indicado como coordenador do inovador Departamento de Museologia do Museu da Morávia e da Universidade J. E. Purkyně, em Brno, onde estabeleceu, sob a influência de Jan Jelínek  (1926-2004), diretor do museu, a primeira escola de Museologia dedicada à teoria museológica no mundo. Ainda nos anos 1960 e 1970, Stránský foi considerado o pensador mais reconhecido na escola museológica da Europa central.

### Papel na comunidade internacional
Entre os anos 1980 e 1990 atuou ativamente no Comitê Internacional de Museologia – ICOFOM do Conselho Internacional de Museus – ICOM, tendo coordenando, a partir de 1985, o projeto terminológico que visava a criação de um Tratado de Museologia e de um Dictionarium Museologicum  por esse comitê. Até o início dos anos 1990, o ICOFOM explicitava a sua missão de “estabelecer a museologia como disciplina científica” , e Stránský continuou a influenciar o comitê, participando de suas reuniões anuais e tornando-se membro eleito da diretoria em 1986.

### O ensino de museologia e a “Escola de Brno”
Ao longo de toda a sua carreira, Zbyněk Z. Stránský buscou estabelecer uma formação completa e coerente em Museologia, visando assegurar um lugar para os museólogos como pensadores e pesquisadores. Em 1962, uma parte do corpo de profissionais do Museu da Morávia cria o Departamento de Museologia, institucionalmente ligado tanto ao museu quanto à Universidade J. E. Purkyně, estabelecendo uma linha de formação em Museologia caracterizada como a “Escola de Brno”. A transformação almejada visava “fazer do trabalho em museu uma verdadeira profissão”.
Em 20 de junho de 1968, os estudantes da primeira turma de Museologia receberam seus diplomas universitários em Brno. Como relata Stránský, a maior parte deles eram diretores e funcionários de museus que já possuíam uma educação universitária em outra área de conhecimento. O curso de Museologia tinha duração de dois anos, com quatro módulos, de cem aulas cada, incluindo cursos teóricos e aulas práticas. Os temas das aulas estavam divididos entre museologia geral e museologia especializada.
No ano de 1986, seu projeto de ensino de Museologia iniciado em Brno, passaria a ganhar um número crescente de seguidores em todas as partes do mundo, com a criação da sua International Summer School of Museology  – ISSOM, dentro da estrutura da então chamada Universidade de Masaryk  e em parceria com a UNESCO, que perdurou até o ano de 1999, disseminando os conhecimentos teóricos da Museologia. Em 1998, Stránský abandonava a cidade de Brno para viver em Banská Bystrica, cidade da Eslováquia, onde criou um Departamento de Ecomuseologia, que ele passava a coordenar. 
Stránský continuou a lecionar Museologia na Universidade de Matej Bel, em Banská Bystrica, até o ano de 2002. Nos anos seguintes, ele retornou a Brno como conferencista convidado. Stránský continuou a publicar textos em Teoria da Museologia, buscando reafirmar e ajustar o seu sistema estruturado para essa ciência até a primeira década deste século. Ele faleceu em Banská Bystrica, no dia 21 de janeiro de 2016.     

## Pontos de vista sobre a museologia
A museologia, termo que ganhou conotações diversas ao longo do século XX e mesmo antes, graças a uma busca por legitimação acadêmica por parte de alguns profissionais de um museu tcheco, ganhava uma nova dimensão, a partir dos anos 1960, fosse como ciência ou, ao menos, como um campo disciplinar autônomo, fornecendo as bases teóricas necessárias para o trabalho prático em museus.  
Assim, em sua teoria estruturante, Stránský se voltava para a investigação dos pontos fundamentais que julgava imprescindíveis para a constituição de uma disciplina científica: 
- primeiro, uma ciência implica ter-se definido um objeto de estudo específico;
- além disso, uma ciência deve fazer uso de alguns métodos próprios;
- uma ciência deve possuir uma terminologia específica, ou uma linguagem;
- e, finalmente, ela deve estar sustentada por um sistema teórico[10].

A busca por legitimação científica, assim, devia ser acompanhada pela construção concomitante de um sistema teórico estruturante da Museologia dentro do quadro das ciências contemporâneas.

## Metamuseologia
Ainda no contexto dos anos 1960, Stránský apontava que havia razões objetivas para o “nascimento da museologia como ciência”, no entanto, o seu pré-requisito interno, isto é, a sua estrutura lógica, ainda era inexistente. 
A sua indagação sobre o caráter da Museologia, assim, o leva a questionar sobre a base teórica da própria teoria. Em outras palavras, Stránský construiu uma problemática metateórica como ponto de partida para a estruturação científica da disciplina, introduzindo a noção de uma metamuseologia. O termo proposto por ele designa “a teoria cujo objeto é a museologia ela mesma”, de um certo modo estando estritamente ligada à Museologia, mas também relacionando-se com a Filosofia, com a História e com a teoria da ciência e da cultura. 
Em sua abordagem metamuseológica, o primeiro problema levantado tratava do objeto de estudo da Museologia. Stránský propôs questões desconcertantes para o campo em construção. Com a declaração, em 1965, em que nega o museu como objeto de estudo dessa suposta ciência , o autor abre o caminho para um longo processo de , autorreflexão que iria marcar a Museologia em suas bases no leste europeu.
Ao afirmar, em 1965, que o “o objeto da museologia não é e não pode ser o museu”, aquilo a que Stránský se propunha realizar era a separação entre o “instrumento” – ou o meio, isto é, o museu – e a “finalidade” a que ele serve. Ele afirma, com efeito, o que poderia ser considerado óbvio a partir do contexto dos museus do pós-guerra e, sobretudo, a partir dos anos 1950, ou seja, que o museu, como uma instituição que serve à uma finalidade não pode ser o objeto de uma ciência. Entretanto, – e de forma tautológica, segundo alguns de seus críticos  – ele propõe que o objeto da Museologia deve ser buscado no próprio trabalho em museu, na tarefa “sistemática e crítica” de se produzir o objeto de museu ou musealia, na terminologia stranskiana.

## Musealidade
Stránský seria responsável por deslocar o objeto da Museologia do museu, como instituição historicamente fundada, para a musealidade – entendida como um “valor documental específico”. Esse último conceito, central em sua teoria, o levaria a pensar a intenção cognitiva da Museologia como a de interpretar cientificamente “uma relação específica do homem com a realidade”, sendo o museu apenas um meio para essa relação ocorrer. Em sua opinião, a busca pelo caráter museal das coisas, que ele chamou de “musealidade”, devia estar “no centro da intenção gnosiológica da museologia” , como a tarefa científica dessa disciplina delimitando o seu lugar no sistema das ciências.  
Assim, o conceito de musealidade (“muzealita”), como a “qualidade” ou o “valor” dos musealia, aparece na obra de Stránský pela primeira vez em 1970, sendo, então, defendido como o verdadeiro objeto de interesse da Museologia. As primeiras tentativas de definir o termo, contudo, apresentavam problemas lógicos. 
Se a Museologia estuda o valor existente nas coisas, ou sua qualidade museal, ela estaria mais próxima de um ramo de conhecimento prescritivo do que de uma ciência social. No entanto, como observado mais tarde pelo próprio Stránský, o papel do museólogo não devia ser o de apontar o valor nas coisas, mas o de compreender como e por que um objeto adquire valor. Assim, como indica Peter van Mensch, o conceito de musealidade seria modificado por Stránský ao longo dos anos, deixando progressivamente de ser interpretado como uma categoria de valor para ser pensado como “a própria orientação específica do valor”.

## Influências
Diversas são as influências à obra de Stránský apontadas por seus estudiosos, mas nem todas comprováveis por meio da citação direta em seus textos. Há quem suponha, por exemplo, que o conhecimento dos estudos do belga Paul Otlet sobre a Bibliologia teriam influenciado ao pensamento stranskiano sobre a Museologia científica. Em seus textos teóricos, podemos apontar, entre os autores mais referenciados, os tchecos Jiři Neustupný e Josef Beneš, e o russo Awraam M. Razgon. Não se pode ignorar, ainda, o suporte fundamental dos tchecos Jan Jelínek e Vinoš Sofka que contribuíram para os diálogos estabelecidos entre Stránský e o contexto da Museologia internacional por meio do ICOFOM e da ISSOM. 

## Autores influenciados
O pensamento referencial de Stránský para a Europa central e do Leste começaria a ser citado em suas primeiras publicações, por autores tais como o russo A. M. Razgon, o inglês Geoffrey D. Lewis, o alemão, da então RDA, Klaus Schreiner, a tcheca Anna Gregorová, a brasileira Waldisa Rússio  e o holandês Peter van Mensch, entre outros. Já nos anos 1990, diversos autores da Museologia, por meio do contato com Stránský e sua obra no ICOFOM, iriam levar interpretações próprias da reflexão por ele iniciada assimilando suas ideias aos pensamentos em seus respectivos países; esse seria o caso, por exemplo, de Bernard Deloche, na França, e Tereza Scheiner, no Brasil. 
Em geral, ainda que os museólogos anglo-saxões tentem reduzir sua disciplina a um conjunto de técnicas, aqueles dos países da antiga Europa do Leste, como Anna Gregorová e Klaus Schreiner, a definem como uma ciência em construção. Com efeito, os principais críticos a essa concepção são Kenneth Hudson (Reino Unido) e George E. Burcaw (Estados-Unidos), de modo que a abordagem mais teórica de Stránský foi seguida pelos países com maior tendência à teorização: as escolas germânicas e latinas, além da América Latina. 
Autores como o holandês Peter Van Mensch iria propor uma estruturação à disciplina, baseando-se no modelo iniciado por Stránský, entendendo a Museologia segundo cinco aspectos: a museologia geral, a museologia teórica (ou metamuseologia, para Stránský), a museologia especial, a museologia histórica e a museologia aplicada. A esses cinco aspectos Stránský propõe acrescentar a museologia social para estudar o fenômeno da musealização na sociedade atual. Peter van Mensch, além disso, aprofunda a sua reflexão profissionalizando a Museologia. Ele propõe o modelo PPC (Preservação, Pesquisa e Comunicação), baseando-se no reconhecimento da disciplina como verdadeira ciência.   

## A influência no ICOFOM LAM e no Brasil
De acordo com o espírito da Declaração de Santiago do Chile (1972), e com o objetivo de descentralizar a atuação do Comitê Internacional de Museologia, é criado em 1986, idealizado por Nelly Decarolis (Argentina) e Tereza Scheiner (Brasil), o Subcomitê Regional do ICOFOM para a América Latina e o Caribe – ICOFOM LAM. O perfil científico do campo e as reflexões teóricas seriam reafirmados, considerando as questões próprias da Região. Contudo, Tereza Scheiner e Luciana Menezes de Carvalho (Brasil) evidenciam, diferenciando-se de Stránský, que “a museologia tem características de uma teoria, mas não de uma ciência”. 
No Brasil, o pensamento desenvolvido por Stránský foi introduzido no país nos anos 1980, principalmente por meio dos trabalhos de Waldisa Rússio (em São Paulo) e Tereza Scheiner (no Rio de Janeiro), ambas responsáveis por criar “escolas” de pensamento museológico marcadas pela busca por um estatuto científico para a disciplina. Por exemplo, em 1996, Scheiner foi responsável por idealizar, junto ao corpo de professores da Escola de Museologia da Universidade do Rio de Janeiro – UNIRIO, uma Reforma Curricular nitidamente marcada pelo pensamento de autores como Stránský e Peter Van Mensch, e que pensava o ensino de uma ciência social. 

## Reconhecimento do campo
No Brasil, com o apoio do ICOFOM, Stránský foi homenageado na Universidade Federal do Estado do Rio de Janeiro – UNIRIO, no III Ciclo de Debates da Escola de Museologia, realizado em outubro de 2015, em comemoração aos cinquenta anos de sua declaração sobre o objeto da museologia, em 1965. 
Em 2015, o Subcomitê Regional do ICOFOM para a América Latina e o Caribe dedicou um ano de debate em torno da obra de Stránský na Região, na ocasião do XXIII Encontro Anual do ICOFOM LAM, na Cidade do Panamá.  
Após sua morte, em 2016, a revista tcheca Museologica Brunensia está organizando um número especial dedicado a Stránský. 

## Principais obras
- STRÁNSKÝ, Zbyněk Z. Predmet muzeologie. In: _____. (ed.). Sborník materiálu prvého muzeologického sympozia. Brno: Museu da Morávia, 1965. pp. 30-33.
- The first museology graduates in Brno.  ICOM – International Council of Museums, ICOM News / Nouvelles de l’ICOM, vol. 22, n. 2, June 1969, pp.61-62.
- Múzejnictvo v relácii teórie a praxe. Múzeum, 1970, roč. XV., č. 3, pp. 173-183.
- Brno: Education in Museology. Museological Papers V, Supplementum 2. Brno: J. E. Purkyně University and Moravian Museum, 1974. 47p.
- (sob o pseudônimo E. Schneider). La voie du musée, exposition au Musée de Morave, Brno. Museum, vol. XXXIX, n°4, 1977, p. 183-191.
- Museological principles of museum exhibitions. The Problems of Contents, Didactics and Aesthetics of Modern Museum Exhibitions. International Museological Seminary,1978, p. 71-93.
- Museology as a Science (a Thesis), Museologia, n.15, XI, 1980a, pp. 33-39.
- In: SOFKA, Vinos (org.). MUWOP: Museological Working Papers/DOTRAM: Documents de Travail en Muséologie. Stockholm: ICOM, International Committee for Museology/ICOFOM; Museum of National Antiquities, v. 1, 1980b. pp. 42-44. Disponível em: http://network.icom.museum/icofom/publications/our-publications/.
- In: SOFKA, Vinos (org.). MUWOP: Museological Working Papers/DOTRAM: Documents de Travail en Muséologie. Stockholm: ICOM, International Committee for Museology/ICOFOM; Museum of National Antiquities, v. 2, 1981, pp. 19-22 et pp. 72-76. Disponível em: http://network.icom.museum/icofom/publications/our-publications/.
- Dictionarium museologicum und unsere Teilnahme, Muzeum, vol. 29, n°3, 1984, pp.11-17.
- Working Group on the Treatise on Museology – aims and orientation. Museological News, Semi-Annual Bulletin of the International Committee of ICOM for Museology, n. 8, Stockholm, September, 1985a, pp.25-28.
- Working Group on terminology. Museological News, Semi-Annual Bulletin of the International Committee of ICOM for Museology, n. 8, Stockholm, September, 1985b, pp.29-31.
- Introduction à l’étude de la muséologie. Destinée aux étudiants de l’École Internationale d’Été de Muséologie – EIEM. Brno : Université Masaryk, 1995. 116p.
- Archeologie a muzeologie. Brno: Masarykova Univerzita, 2005.
- STRÁNSKÝ, Zbyněk Z.  A provocative check list, in Collecting Today for Tomorrow.  ISS 6, 1984, p. 7–11.
- Comment, in Museology and Developing Countries.  ISS 15, 1988, p. 237–240.
- Commentaire, in Muséologie et pays en voie de développement.  ISS 15, 1988, p. 241–244.
- Comments and views on basic papers presented in ISS No.  8: Originals and Substitutes in Museums.  ISS 9, 1985, p. 61–63.
- Current acquisition policy and its appropriateness for tomorrow’s needs.  ISS 6, 1984, p. 145–151.
- Forecasting – a museological tool? Museology and futurology.  ISS 16, 1989, p. 297–301.
- Is museology a sequel of the existence of museums or did it precede their arrival and must museology thus programme their future? ISS 12, 1987, p. 287–292.
- La muséologie – science ou seulement travail pratique du musée ?  DoTraM 1, 1980, p. 42–44.
- La muséologie est-elle une conséquence de l’existence des musées ou les précède-t-elle et détermine leur avenir ? ISS 12, 1987, p. 293–298.
- La muséologie et l’identité : commentaires et points de vue.  ISS 11, 1986, p. 55–60.
- La prospective – un outil muséologique ?  Muséologie et futurologie.  ISS 16, 1989, p. 303–308.
- La théorie des systèmes et la muséologie.  MuWoP 2, 1981, p. 72–76.
- Methodology of museology and professional training.  ISS 1, 1983, p. 126–132.
- Methodology of museology and training of personnel – Comments.  ISS 3, 1983, p. 14–22.
- Museologie : deus ex-machina.  ISS 15, 1988, p. 215–223.
- Museology and identity: comments and views.  ISS 11, 1986, p. 49–53.
- Museology deus ex-machina.  ISS 15, 1988, p. 207–214.
- Museum – Territory – Society – Comments.  ISS 3, 1983, p. 28–31.
- Museum – Territory – Society.  ISS 2, 1983, p. 27–33.
- Object - document, or do we know what we are actually collecting?  ISS 23, 1994, p. 47–51.
- Originals versus substitutes.  ISS 9, 1985, p. 95–102.
- Originaux contre substitutes.  ISS 9, 1985, p. 103–113.
- Originaux et substituts dans les musées.  Commentaires et points de vue sur les mémoires de base présentés dans l’ISS N° 8.  ISS 9, 1985, p. 65–68.
- Politique courante d’acquisition et adaptation aux besoins de demain.  ISS 6, 1984, p. 152–160.
- The Department of Museology, Faculty of Arts, Masaryk University of Brno and the questions of defining a profile of the museology curriculum.  ISS 22, 1993, p. 127–131.
- The language of exhibitions.  ISS 19, 1991, p. 129–133.
- The ontology of memory and museology.  ISS 27, 1997, p. 269–272.
- Une check-list provocatrice, in Collectionner aujourd’hui pour demain.  ISS 6, 1984, p. 12–14.